# Lista de arenas interiores na Europa
Esta é uma lista de arenas interiores na Europa por capacidade. Uma definição ampla de "Europa" é usado aqui, incluindo toda a Rússia, a Turquia, Azerbaijão, Geórgia, Arménia, Israel e Cazaquistão.
Os locais são em função da sua capacidade final depois da sua construção para os eventos reservados aos lugares. Existe mais capacidade se existir a possibilidade de ficar de pé (para os concertos). Todos os locais com mais de 10.000 lugares estão listados.

## Arenas atuais

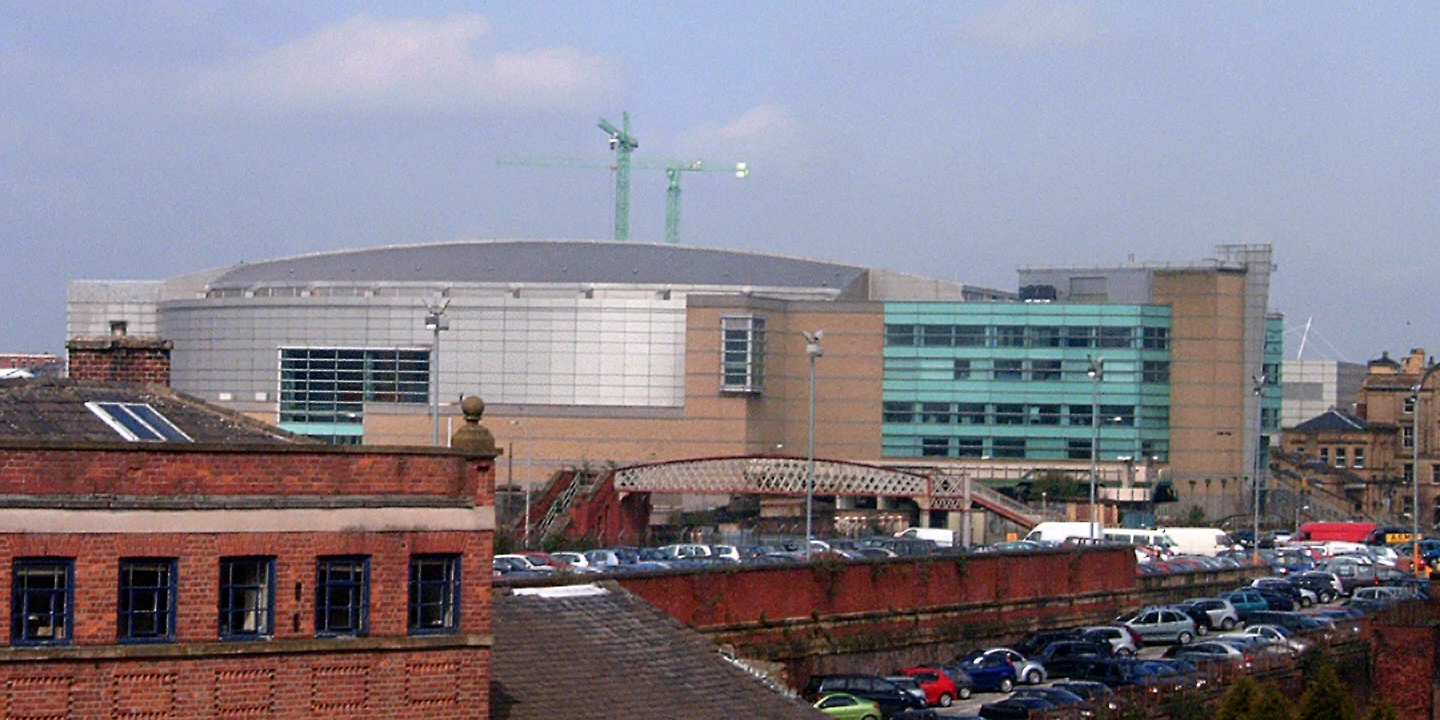
Manchester Arena, em Manchester

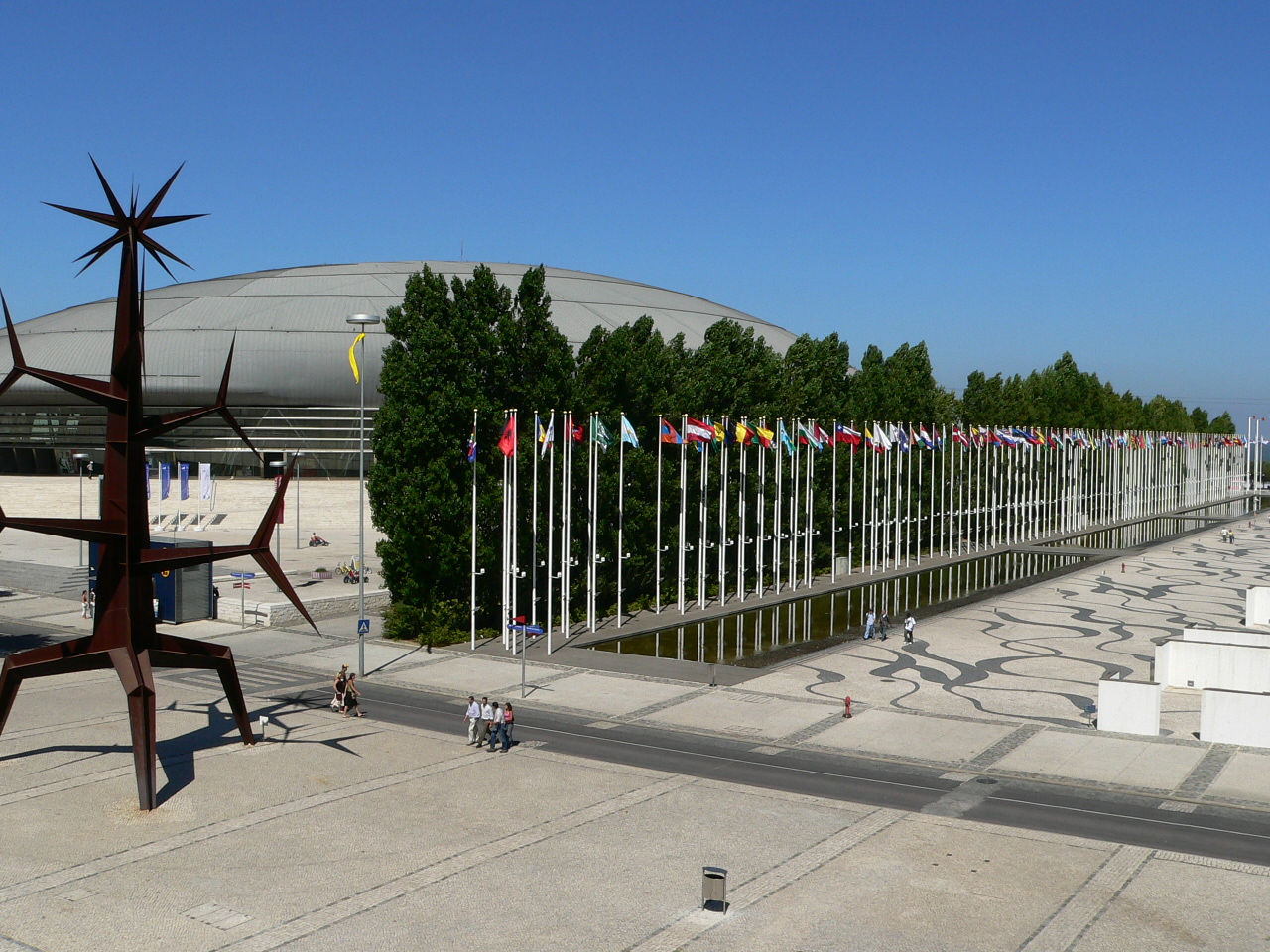
MEO Arena, em Lisboa

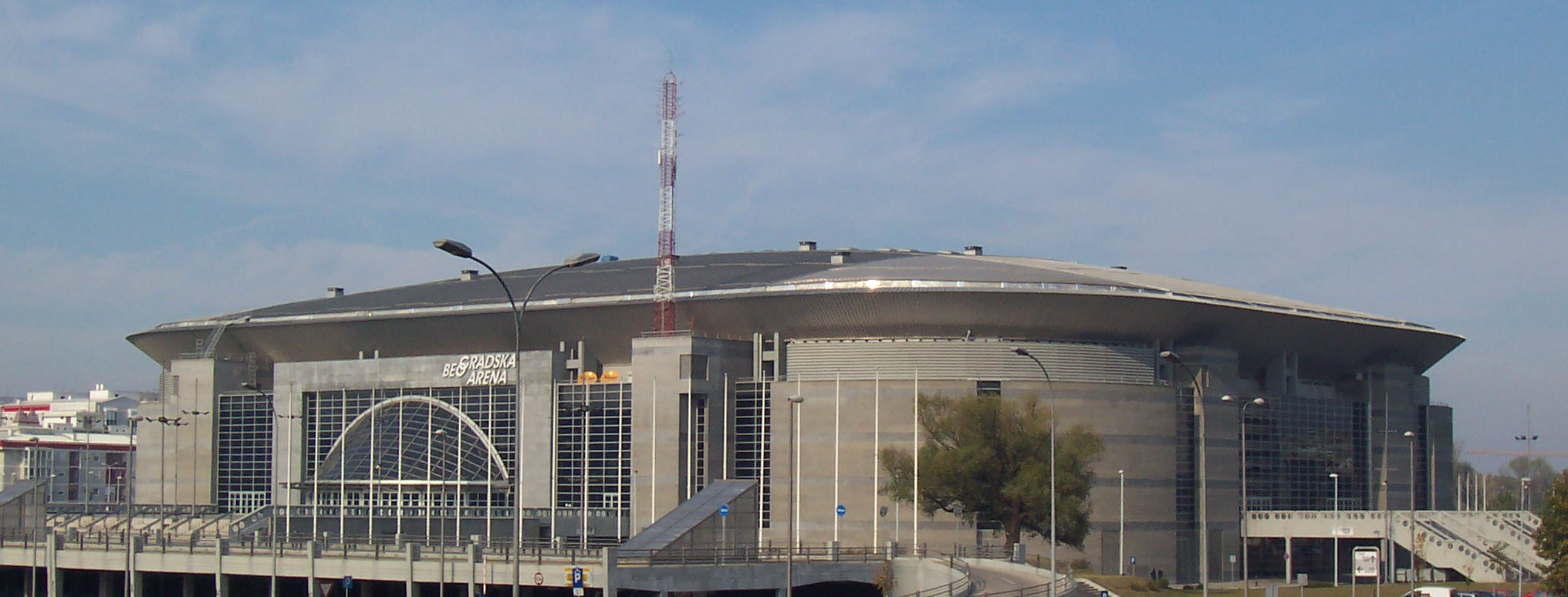
Kombank Arena, em Belgrado

Ericsson Globe, em Estocolmo

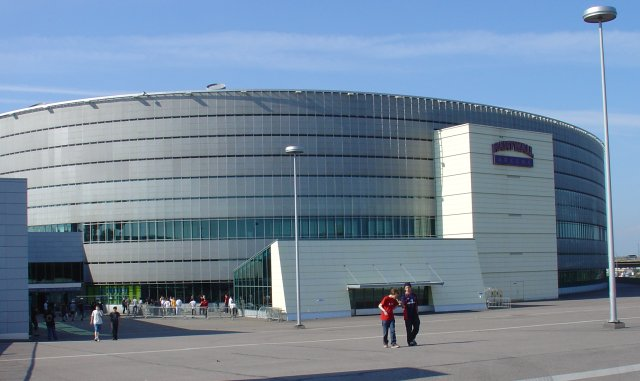
Hartwall Arena, em Helsinki

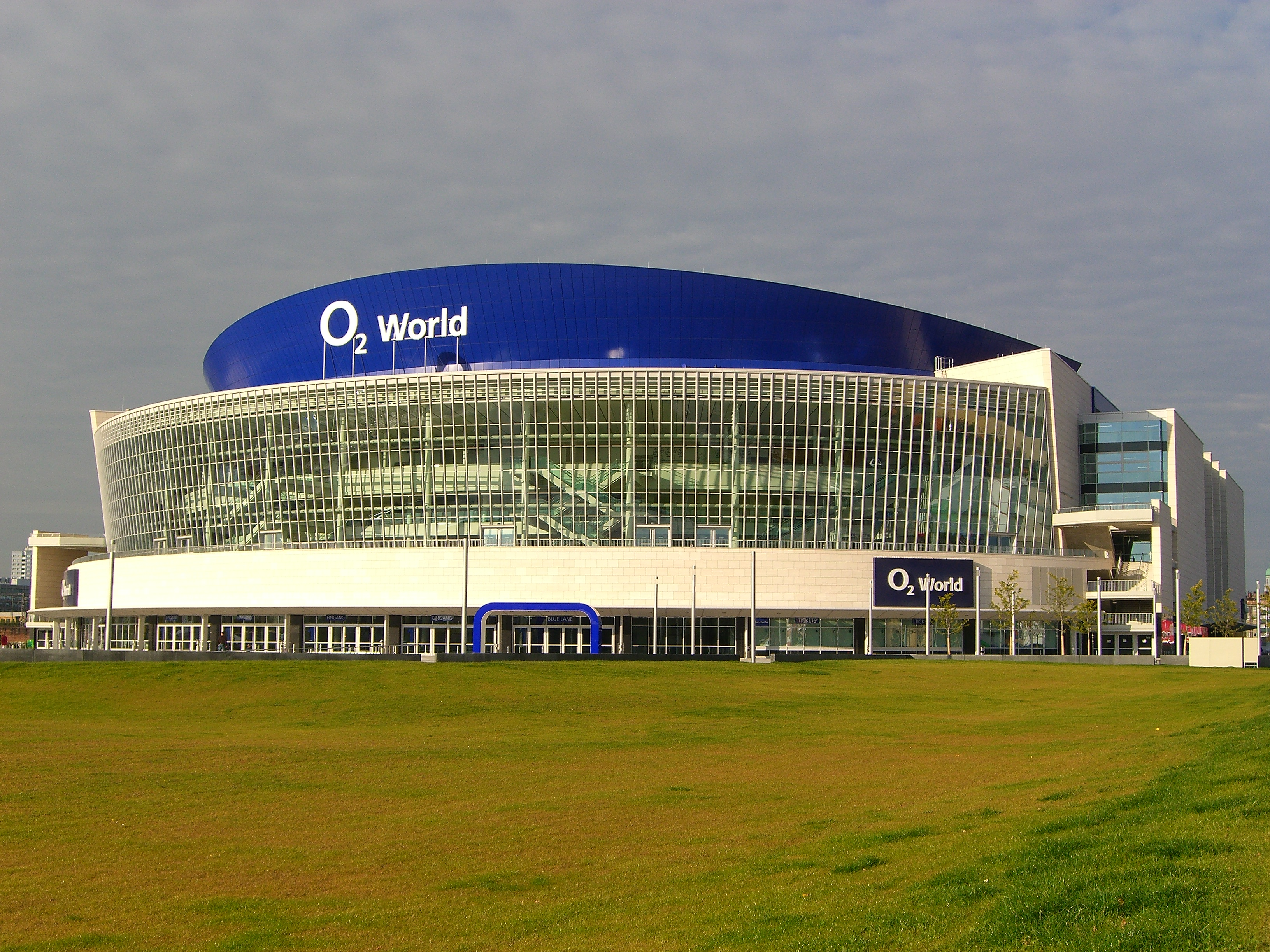
O_{2} Mundo De Berlim

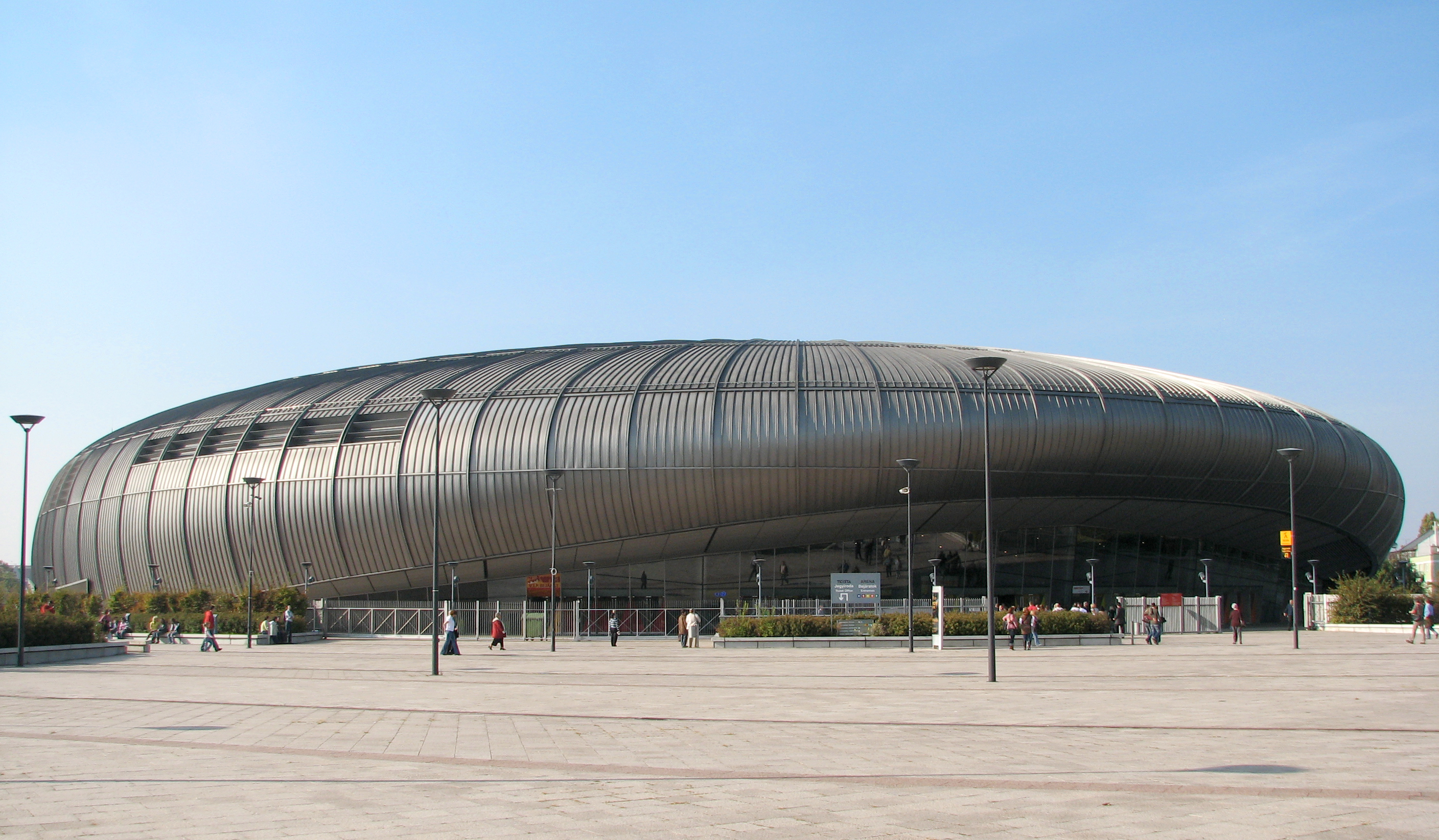
Papp László Budapeste Sportaréna

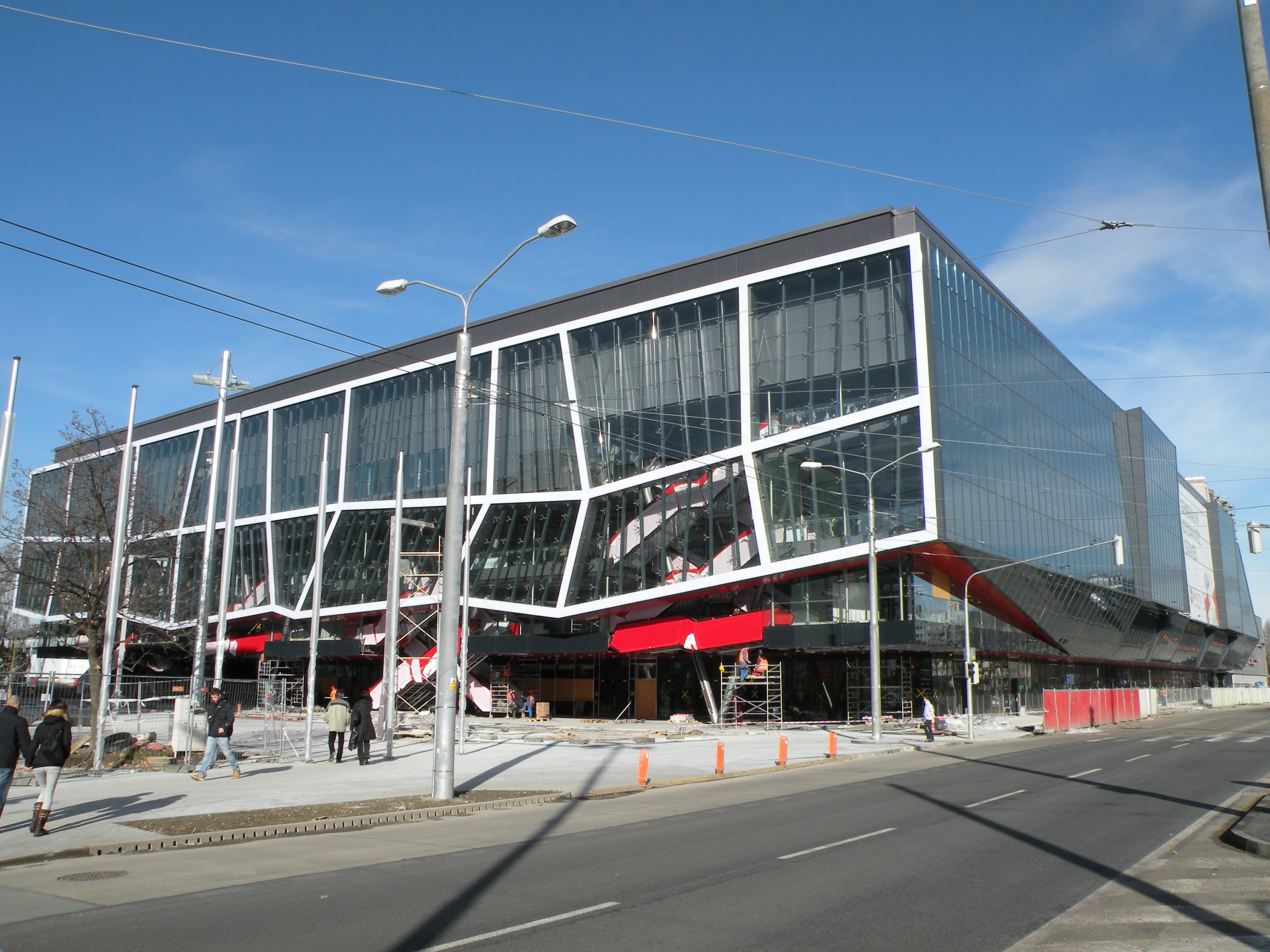
Slovnaft Aréna, na Bratislava

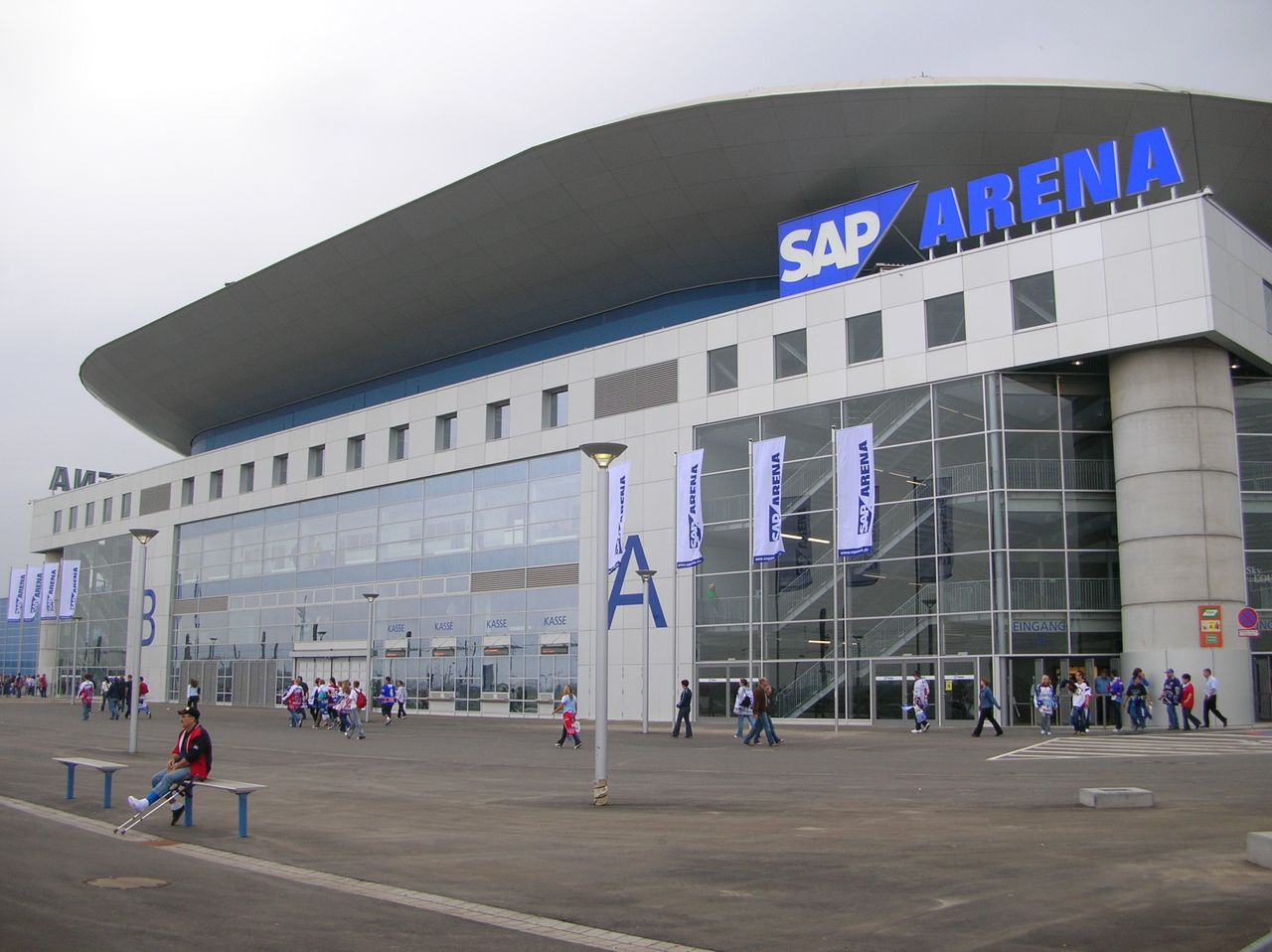
SAP Arena, em Manhêmio

Wiener Stadthalle, em Viena

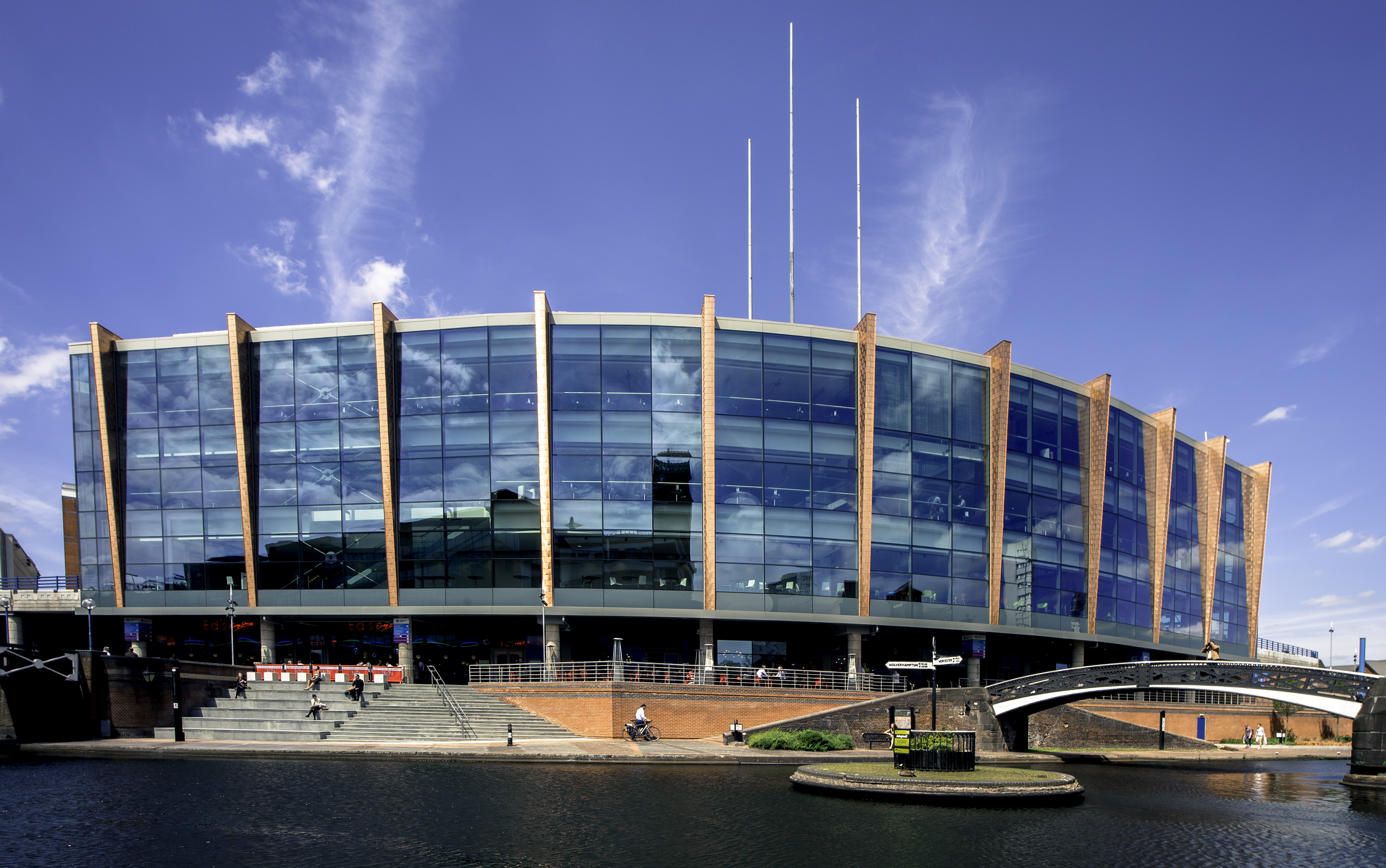
Barclaycard Arena, em Birmingham

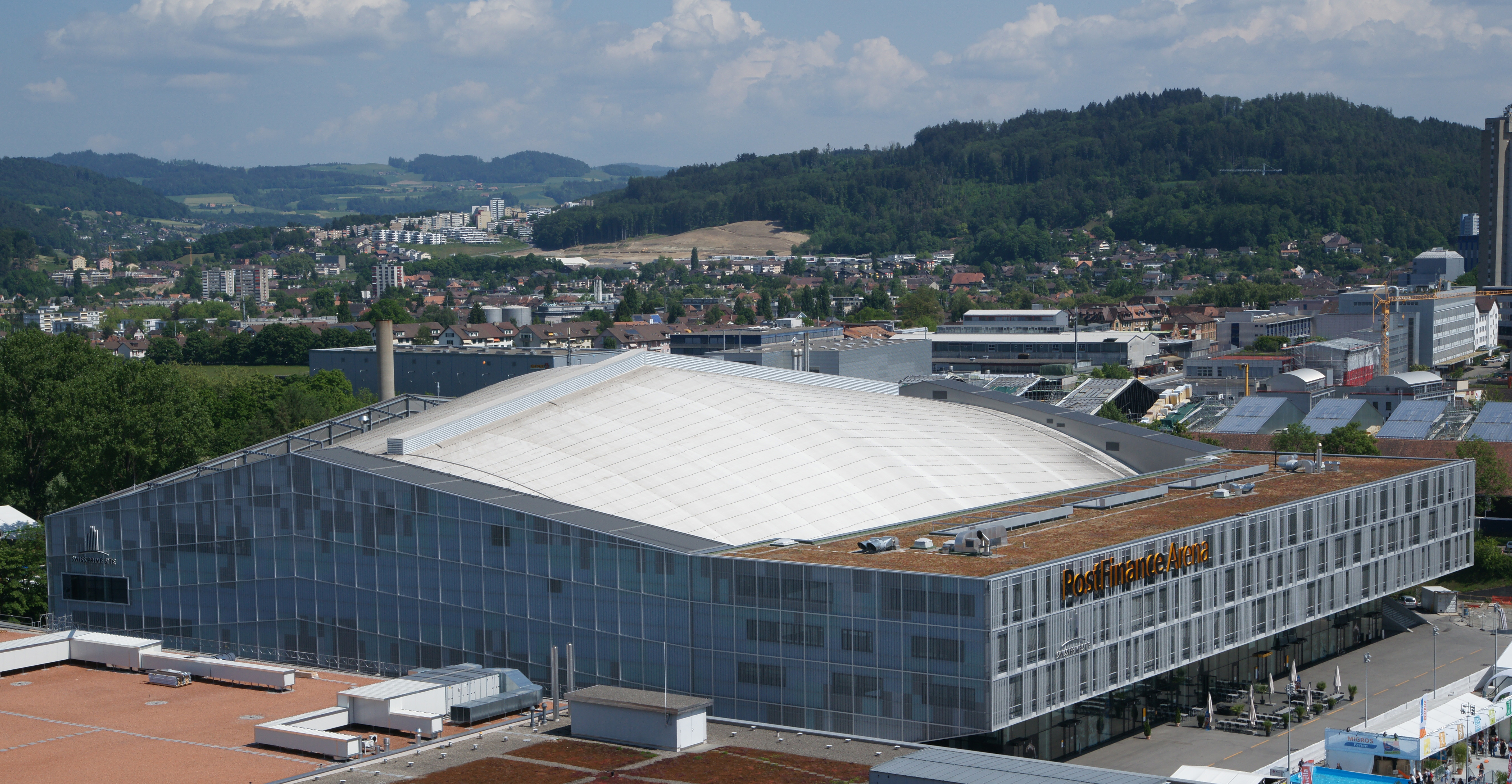
PostFinance Arena, em Berna

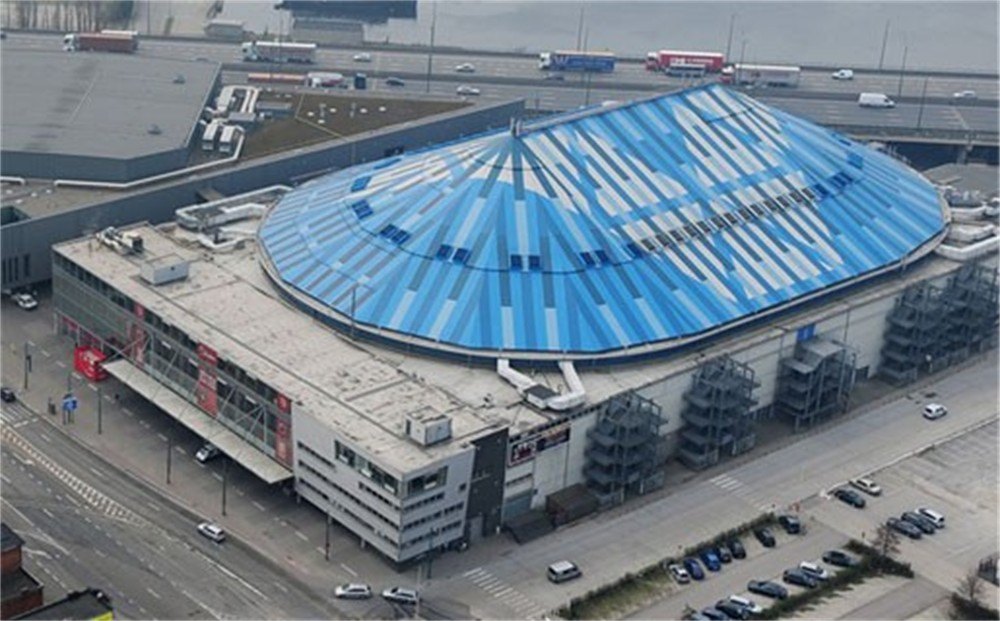
Sportpaleis, em Antuérpia

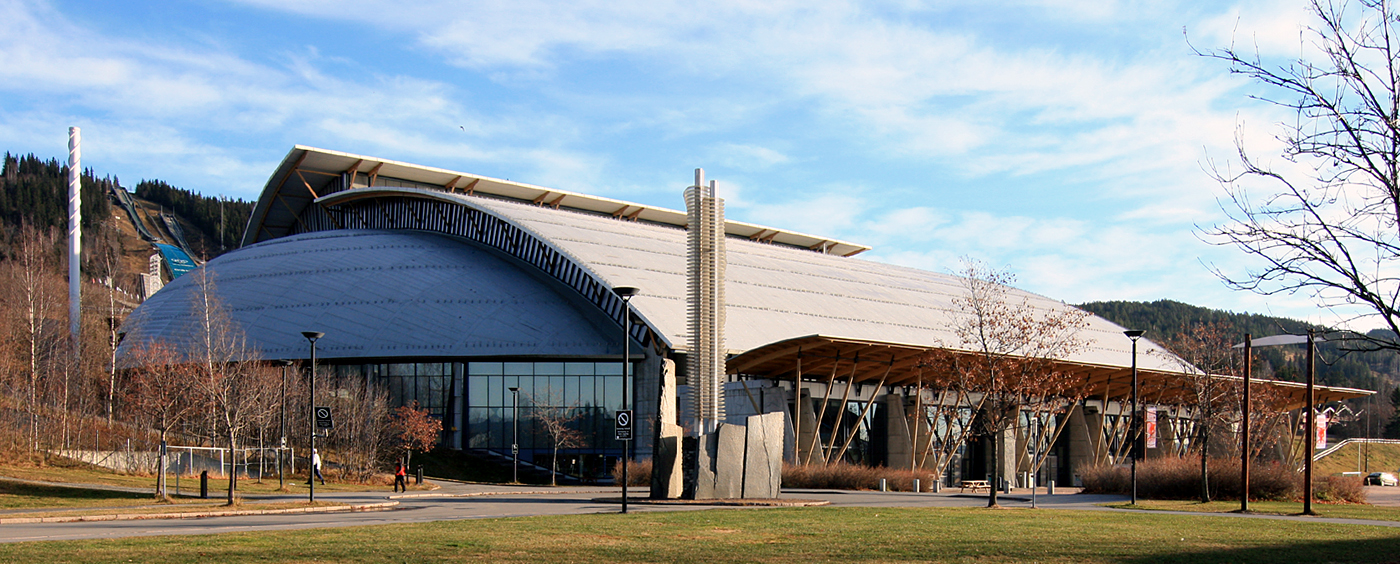
Håkons Hall, em Lillehammer

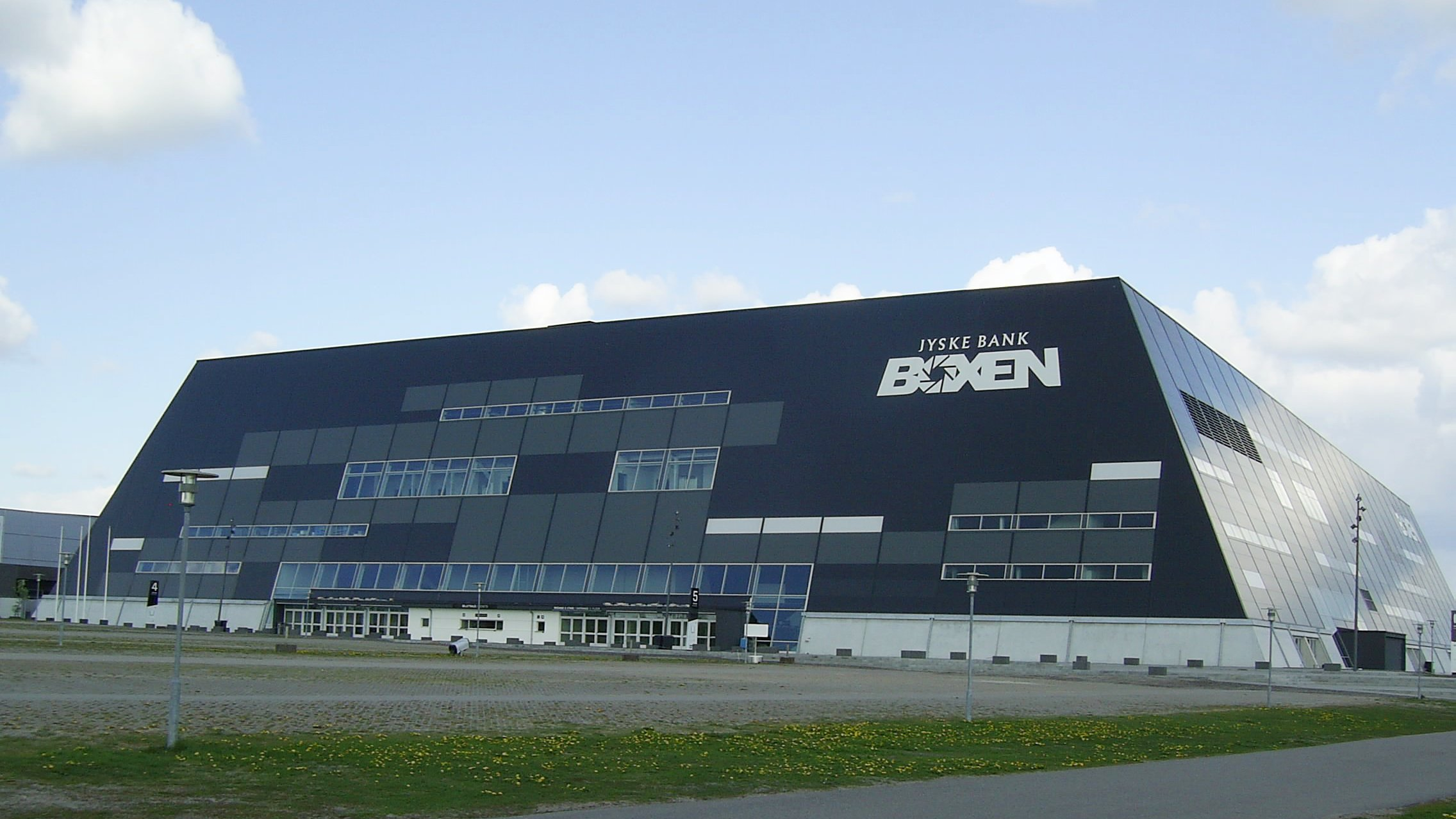
Jyske Bank Boxen, em Herning

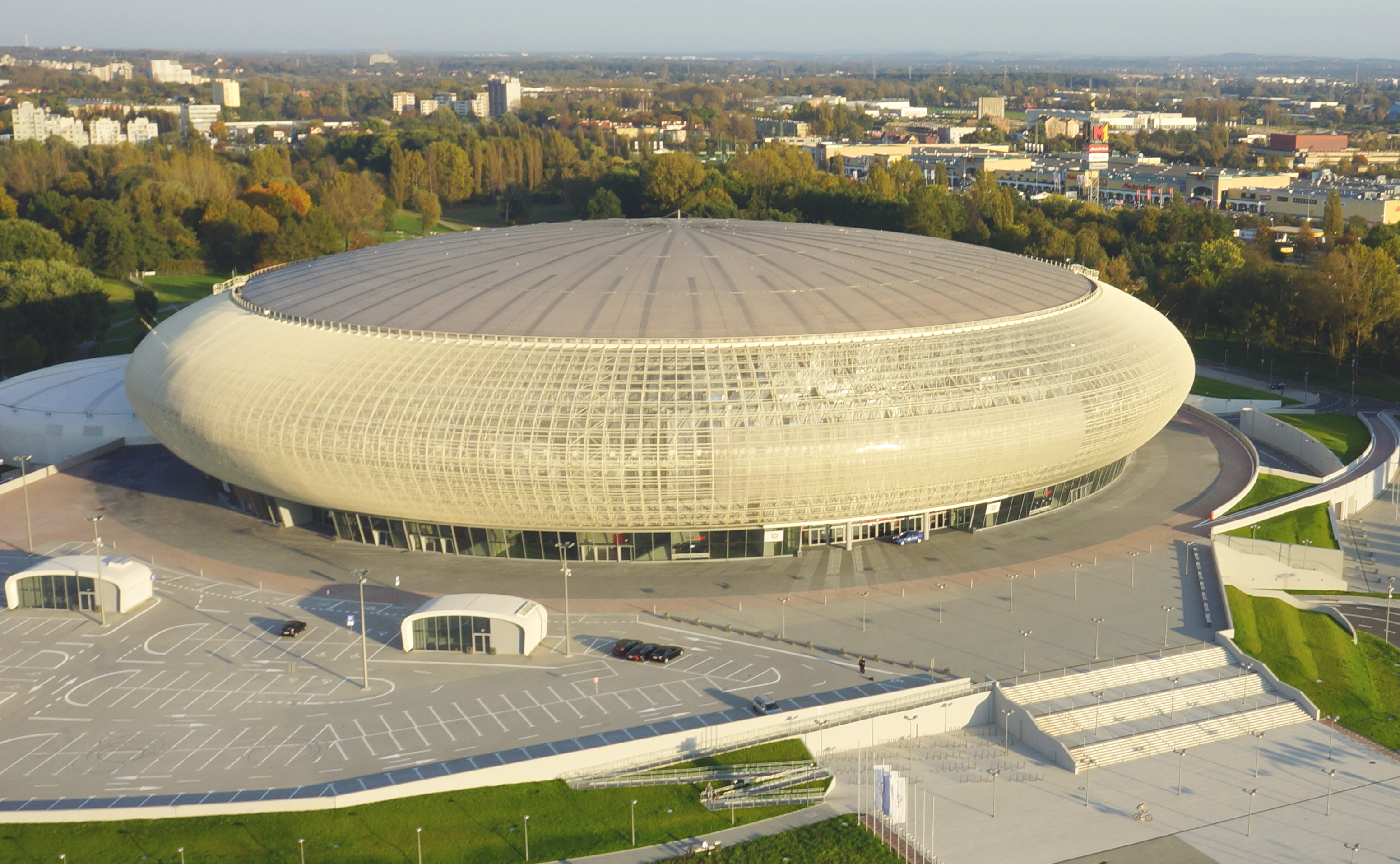
Tauron Arena Cracóvia

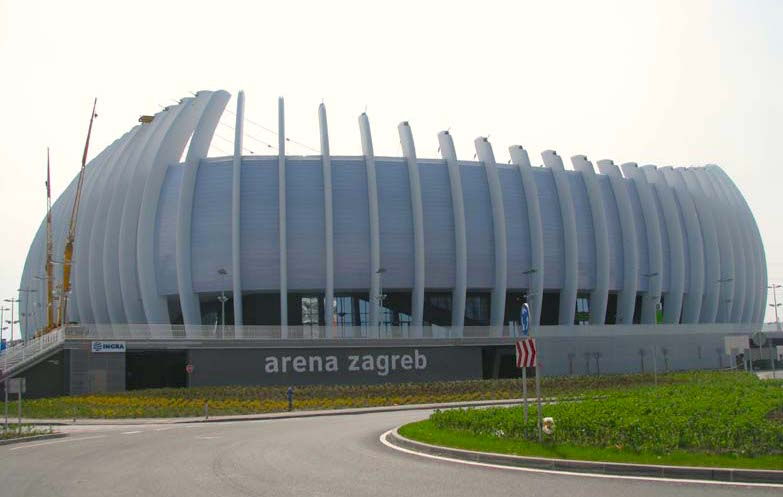
Arena Zagreb, em Zagreb

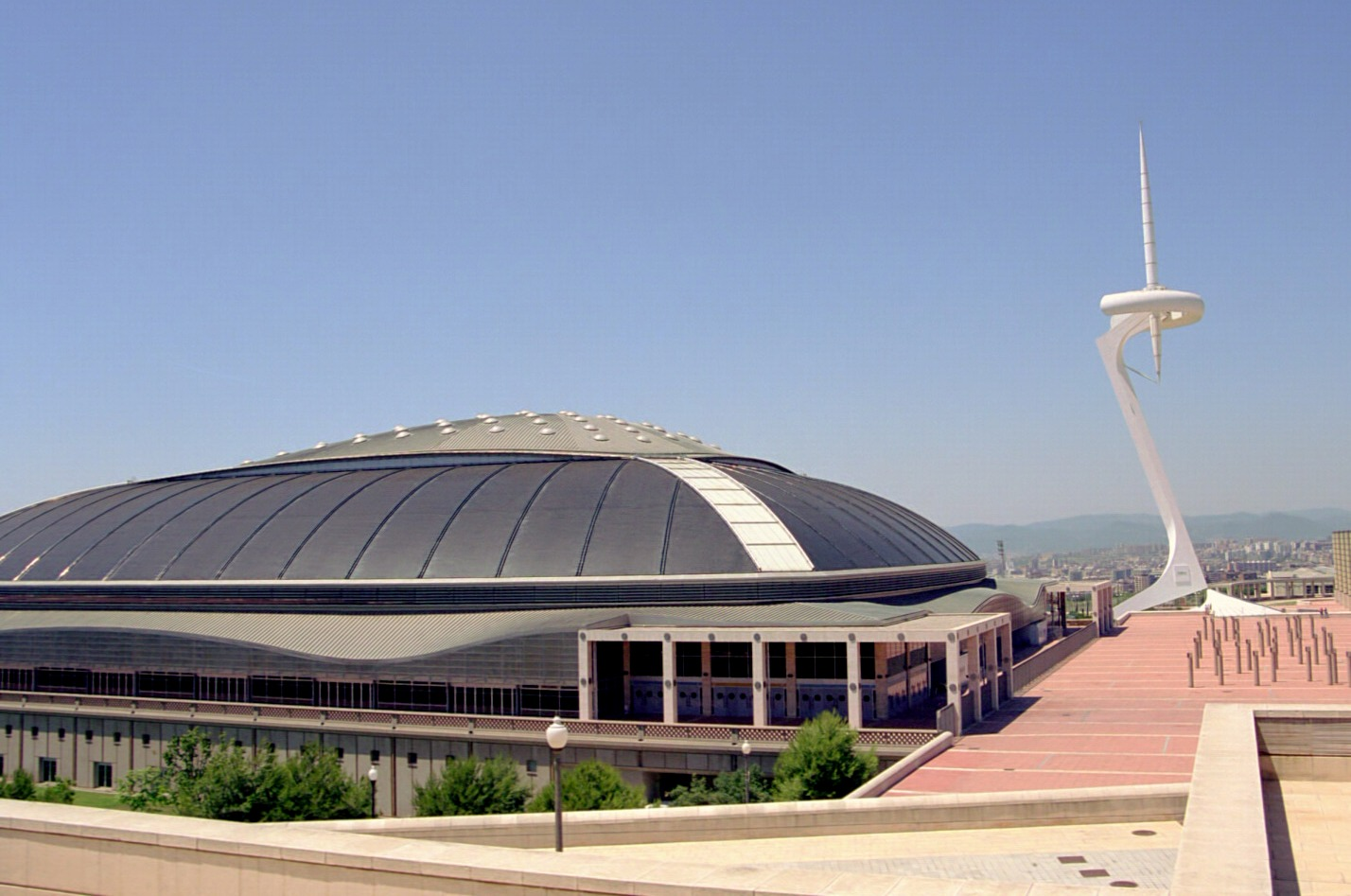
O Palau Sant Jordi, em Barcelona

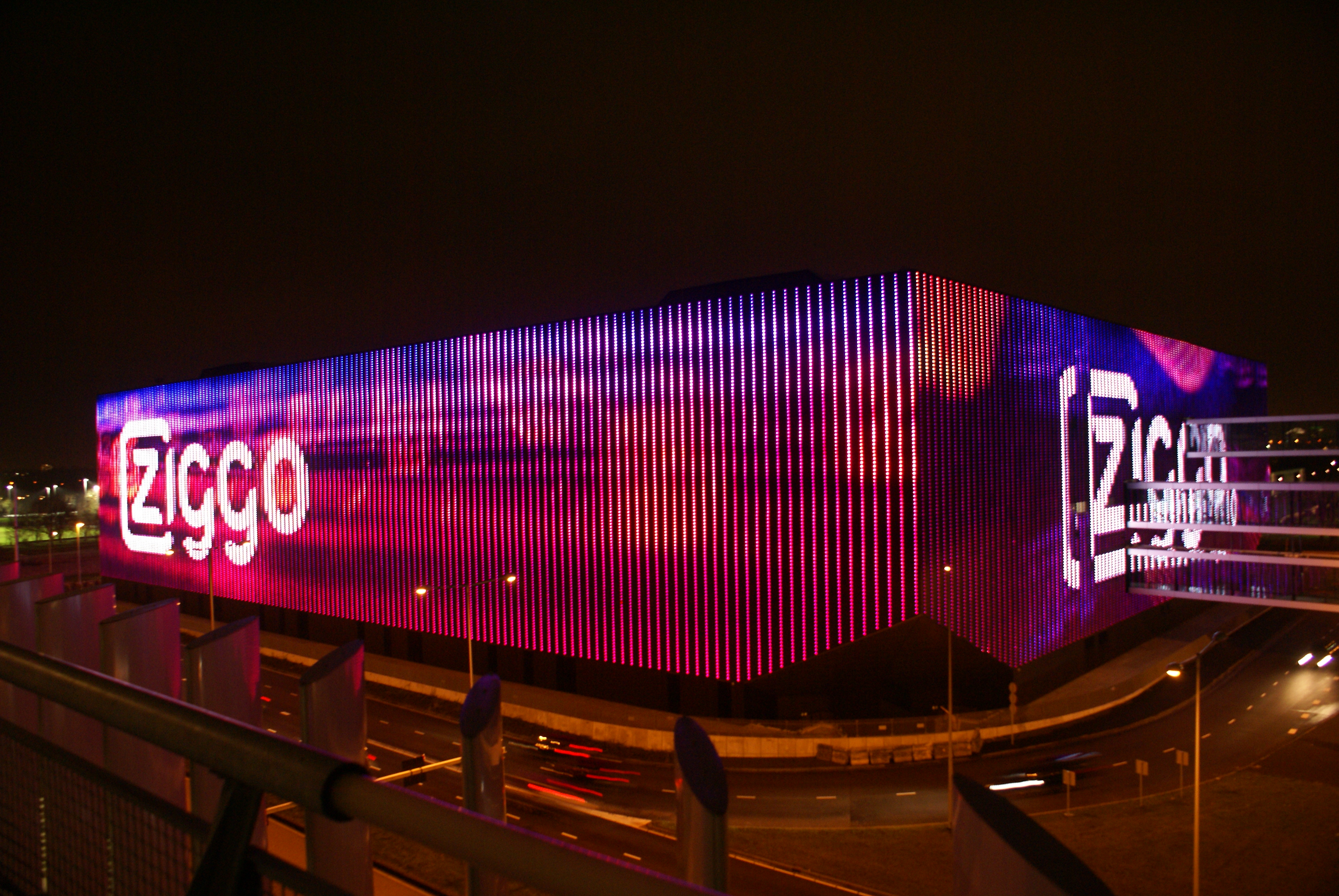
Ziggo Dome, em Amesterdão

| Arena                                         | Capacidade | Abertura            | Local               | País                 |
| --------------------------------------------- | ---------- | ------------------- | ------------------- | -------------------- |
| Sportpaleis                                   | 23,001     | 1933                | Antuérpia           | Bélgica              |
| Manchester Arena                              | 21,000     | 1995                | Manchester          | Reino Unido          |
| MEO Arena                                     | 20,000     | 1998                | Lisboa              | Portugal             |
| Lanxess Arena                                 | 20,000     | 1998                | Colónia             | Alemanha             |
| Ethias Arena                                  | 20,000     | 2004                | Hasseleto           | Bélgica              |
| O2 Arena                                      | 20,000     | 2007                | Londres             | Reino Unido          |
| Nikos Galis Olympic Indoor Hall               | 19,250     | 1995                | Atenas              | Grécia               |
| AccorHotels Arena                             | 19,095     | 1984                | Paris               | França               |
| Kombank Arena                                 | 18,386     | 2004                | Belgrado            | Sérvia               |
| Pala Alpitour                                 | 18,000     | 2005                | Turim               | Itália               |
| Tauron Arena Kraków                           | 18,000     | 2014                | Cracóvia            | Polónia              |
| Baku Crystal Hall                             | 18,000     | 2012                | Bacu                | Azerbaijão           |
| Palais 12                                     | 18,000     | 2013                | Bruxelas            | Bélgica              |
| Žalgiris Arena                                | 17,500     | 2011                | Caunas              | Lituânia             |
| O2 Arena                                      | 17,360     | 2004                | Praga               | Chéquia              |
| PostFinance Arena                             | 17,131     | 1967                | Berna               | Suíça                |
| Palau Sant Jordi                              | 17,000     | 1990                | Barcelona           | Espanha              |
| Mercedes-Benz Arena Berlin                    | 17,000     | 2008                | Berlim              | Alemanha             |
| Halle Tony Garnier                            | 17,000     | 1988                | Lião                | França               |
| Ziggo Dome                                    | 17,000     | 2012                | Amsterdão           | Países Baixos        |
| Westfalenhallen                               | 16,500     | 1952                | Dortmund            | Alemanha             |
| Royal Arena                                   | 16,000     | 2017                | Copenhaga           | Dinamarca            |
| Sinan Erdem Dome                              | 16,000     | 2010                | Istambul            | Turquia              |
| Barclaycard Arena                             | 16,000     | 2002                | Hamburgo            | Alemanha             |
| Ericsson Globe                                | 16,000     | 1989                | Estocolmo           | Suécia               |
| Wiener Stadthalle                             | 16,000     | 1974                | Viena               | Áustria              |
| Barclaycard Arena                             | 15,800     | 1991                | Birmingham          | Reino Unido          |
| Fernando Buesa Arena                          | 15,504     | 1991                | Vitoria-Gasteiz     | Espanha              |
| Malmö Arena                                   | 15,500     | 2009                | Malmö               | Suécia               |
| Barclaycard Center                            | 15,500     | 1960                | Madri               | Espanha              |
| Hanns-Martin-Schleyer-Halle                   | 15,500     | 1983                | Estugarda           | Alemanha             |
| Bizkaia Arena                                 | 15,414     | 2004                | Baracaldo           | Espanha              |
| Arena Zagreb                                  | 15,024     | 2008                | Zagrebe             | Croácia              |
| Jerusalem Payis Arena                         | 15,000     | 2014                | Jerusalém           | Israel               |
| SAP Arena                                     | 15,000     | 2005                | Manhêmio            | Alemanha             |
| Hartwall Arena                                | 15,000     | 1997                | Helsinque           | Finlândia            |
| Minsk-Arena                                   | 15,000     | 2009                | Minsque             | Bielorrússia         |
| Hellinikon Olympic Arena                      | 15,000     | 2003                | Helênico            | Grécia               |
| Jyske Bank Boxen                              | 15,000     | 2010                | Herning             | Dinamarca            |
| VTB Arena Small Arena                         | 15,000     | 2016                | Moscovo             | Russia               |
| SSE Arena Belfast                             | 15,000     | 2000                | Belfaste            | Reino Unido          |
| Peace and Friendship Stadium                  | 14,905     | 1983                | Pireu               | Grécia               |
| 3Arena                                        | 14,500     | 2008                | Dublim              | Irlanda              |
| Arena Stožice                                 | 14,480     | 2010                | Liubliana           | Eslovênia            |
| Tipsport Arena                                | 14,475     | 1962                | Praga               | Chéquia              |
| Ahoy Rotterdam                                | 14,021     | 1950                | Roterdão            | Países Baixos        |
| Palacio Vistalegre                            | 14,000     | 2000                | Madrid              | Espanha              |
| Romexpo                                       | 14,000     | 1991                | Bucareste           | Roménia              |
| Scandinavium                                  | 14,000     | 1971                | Gotemburgo          | Suécia               |
| Hallenstadion                                 | 14,000     | 1939                | Zurique             | Suíça                |
| Megasport Arena                               | 14,000     | 2006                | Moscovo             | Rússia               |
| Park&Suites Arena                             | 14,000     | 2010                | Montpellier         | França               |
| Genting Arena                                 | 13,928     | 1980                | Birmingham          | Reino Unido          |
| Atlas Arena                                   | 13,805     | 2009                | Lodzia              | Polónia              |
| Ülker Sports Arena                            | 13,800     | 2011                | Istambul            | Turquia              |
| Sheffield Arena                               | 13,600     | 1991                | Sheffield           | Reino Unido          |
| First Direct Arena                            | 13,500     | 2013                | Leeds               | Reino Unido          |
| Festhalle Frankfurt                           | 13,500     | 1909                | Francofote          | Alemanha             |
| Sparkassen-Arena                              | 13,500     | 1952                | Quiel               | Alemanha             |
| ISS Dome                                      | 13,400     | 2006                | Dusseldórfia        | Alemanha             |
| Sørmarka Arena                                | 13,000     | 2010                | Stavanger           | Noruega              |
| SSE Hydro                                     | 13,000     | 2013                | Glásgua             | Reino Unido          |
| Elmia Eventcenter                             | 13,000     | 1961                | Jönköping           | Suécia               |
| Adriatic Arena                                | 13,000     | 2001                | Pesaro              | Itália               |
| Flanders Expo                                 | 13,000     | 1986                | Gante               | Bélgica              |
| Palau Municipal d'Esports de Badalona         | 12,760     | 1991                | Badalona            | Espanha              |
| König Pilsener Arena                          | 12,650     | 1996                | Oberhausen          | Alemanha             |
| Mediolanum Forum                              | 12,500     | 1990                | Assago              | Itália               |
| Manchester Central Convention Complex         | 12,500     | 1986                | Manchester          | Reino Unido          |
| SECC Concert Hall 4                           | 12,500     | 1985                | Glásgua             | Reino Unido          |
| Papp László Budapest Sportaréna               | 12,500     | 2003                | Budapeste           | Hungria              |
| Thialf                                        | 12,500     | 1967                | Heerenveen          | Países Baixos        |
| Abdi İpekçi Arena                             | 12,500     | 1986                | Istambul            | Turquia              |
| Arena Riga                                    | 12,500     | 2006                | Riga                | Letônia              |
| Caja Mágica                                   | 12,442     | 2009                | Madri               | Espanha              |
| Arena Armeec                                  | 12,373     | 2011                | Sófia               | Bulgária             |
| Galaxie d'Amnéville                           | 12,200     | 1990                | Amnéville           | França               |
| Olympiahalle München                          | 12,150     | 1972                | Munique             | Alemanha             |
| VTB Ice Palace                                | 12,100     | 2015                | Moscovo             | Rússia               |
| Zénith de Strasbourg                          | 12,079     | 2008                | Estrasburgo         | França               |
| Palais des sports de Grenoble                 | 12,000     | 1967                | Grenobla            | França               |
| Ice Palace Saint Petersburg                   | 12,000     | 2000                | São Petersburgo     | Rússia               |
| The SSE Arena, Wembley                        | 12,000     | 1934                | Londres             | Reino Unido          |
| Siemens Arena                                 | 12,000     | 2004                | Vilnius             | Lituânia             |
| Velodrom                                      | 12,000     | 2000                | Berlim              | Alemanha             |
| Arena Leipzig                                 | 12,000     | 2002                | Lípsia              | Alemanha             |
| Zetra Olympic Hall                            | 12,000     | 1983                | Saraievo            | Bósnia e Herzegovina |
| Ostravar Aréna                                | 12,000     | 1986                | Ostrava             | Chéquia              |
| Bolshoy Ice Dome                              | 12,000     | 2012                | Sochi               | Rússia               |
| Barys Arena                                   | 12,000     | 2015                | Astana              | Cazaquistão          |
| Almaty Ice Palace                             | 12,000     | 2016                | Almati              | Cazaquistão          |
| Gatorade Center                               | 11,820     | 1990                | Turku               | Finlândia            |
| Menora Mivtachim Arena                        | 11,700     | 1963/1972/2005      | Telavive            | Israel               |
| Luzhniki Palace of Sports                     | 11,500     | 1956                | Moscovo             | Rússia               |
| Gran Canaria Arena                            | 11,500     | 2014                | Las Palmas          | Espanha              |
| Saab Arena                                    | 11,500     | 2004                | Linköping           | Suécia               |
| Spodek                                        | 11,500     | 1971                | Catovico            | Polónia              |
| Ergo Arena                                    | 11,400     | 2010                | Gdansk/Sopot        | Polónia              |
| Plaza de Toros de La Ribera                   | 11,046     | 2001                | Logronho            | Espanha              |
| Gavlerinken Arena                             | 11,000     | 1967/2006           | Gävle               | Suécia               |
| PalaLottomatica                               | 11,000     | 1960                | Roma                | Itália               |
| Echo Arena Liverpool                          | 11,000     | 2008                | Liverpool           | Reino Unido          |
| Håkons Hall                                   | 11,000     | 1993                | Lillehammer         | Noruega              |
| Ankara Arena                                  | 11,000     | 2010                | Ancara              | Turquia              |
| Karen Demirchyan Complex                      | 11,000     | 1983                | Erevã               | Armênia              |
| TUI Arena                                     | 11,000     | 2000                | Hanôver             | Alemanha             |
| Metro Radio Arena                             | 11,000     | 1995                | Newcastle           | Reino Unido          |
| Tbilisi Sports Palace                         | 11,000     | 1961                | Tbilisi             | Geórgia              |
| Coliseum da Corunha                           | 11,000     | 1991                | Corunha             | Espanha              |
| Palacio de Deportes José María Martín Carpena | 11,000     | 1999                | Málaga              | Espanha              |
| Unipol Arena                                  | 11,000     | 1993                | Casalecchio di Reno | Itália               |
| Arena Nürnberger Versicherung                 | 11,000     | 2001                | Nuremberga          | Alemanha             |
| Laugardalshöllin                              | 11,000     | 1973                | Reiquiavique        | Islândia             |
| Spaladium Arena                               | 10,931     | 2009                | Split               | Croácia              |
| Forest National                               | 10,800     | 1970                | Bruxelas            | Bélgica              |
| Iradier Arena                                 | 10,714     | 1941                | Vitoria-Gasteiz     | Espanha              |
| Chizhovka-Arena                               | 10,600     | 2013                | Minsque             | Bielorrússia         |
| Madrid Arena                                  | 10,500     | 2002                | Madri               | Espanha              |
| Pabellón Príncipe Felipe                      | 10,500     | 1990                | Saragoça            | Espanha              |
| TatNeft Arena                                 | 10,400     | 2005                | Cazã                | Rússia               |
| Löfbergs Arena                                | 10,300     | 2001                | Karlstad            | Suécia               |
| Tipsport arena Pardubice                      | 10,300     | 1960                | Pardubícia          | Chéquia              |
| Eisstadion an der Brehmstraße                 | 10,285     | 1935                | Dusseldórfia        | Alemanha             |
| Plaza de Toros de Illumbe                     | 10,241     | 1998                | San Sebastián       | Espanha              |
| Slovnaft Aréna                                | 10,110     | 2011                | Bratislava          | Eslováquia           |
| Max-Schmeling-Halle                           | 10,012     | 1996                | Berlim              | Alemanha             |
| Oslo Spektrum                                 | 10,000     | 1991                | Oslo                | Noruega              |
| ExCeL London                                  | 10,000     | 2000                | Londres             | Reino Unido          |
| Palacio Municipal de Deportes San Pablo       | 10,000     | 1988                | Sevilha             | Espanha              |
| İzmir Halkapınar Sport Hall                   | 10,000     | 2004                | İzmir               | Turquia              |
| ÖVB Arena                                     | 10,000     | 2004                | Bremen              | Alemanha             |
| Arena 2000                                    | 10,000     | 2001                | Jaroslávia          | Rússia               |
| Arena Omsk                                    | 10,000     | 2007                | Omsk                | Rússia               |
| Saku Suurhall                                 | 10,000     | 2001                | Taline              | Estónia              |
| Mytishchi Arena                               | 10,000     | 2006                | Mytishchi           | Rússia               |
| PAOK Sports Arena                             | 10,000     | 2000                | Salonica            | Grécia               |
| Faliro Sports Pavilion Arena                  | 10,000     | 2003                | Faliro              | Grécia               |
| Bilbao Arena                                  | 10,000     | 2010                | Bilbao              | Espanha              |
| León Arena                                    | 10,000     | 1948                | Leão                | Espanha              |
| Plaza de Toros La Cubierta                    | 10,000     | 1997                | Leganés             | Espanha              |
| Motorpoint Arena Nottingham                   | 10,000     | 2000                | Nottingham          | Reino Unido          |
| Centennial Hall                               | 10,000     | 1913                | Breslávia           | Polónia              |
| Kiev Palace of Sports                         | 10,000     | 1960                | Quieve              | Ucrânia              |
| B&W Hallerne                                  | 10,000     | Anos 1960/1996/2014 | Copenhaga           | Dinamarca            |
| Főnix Hall                                    | 10,000     | 2002                | Debrecino           | Hungria              |
| Olympiahalle Innsbruck                        | 10,000     | 1963                | Insbruque           | Áustria              |
| Stadthalle Graz                               | 10,000     | 2002                | Graz                | Áustria              |
| St. Jakobshalle                               | 10,000     | 1976                | Basileia            | Suíça                |
| SEG Geneva Arena                              | 10,000     | 1995                | Genebra             | Suíça                |
| National Gymnastics Arena                     | 10,000     | 2014                | Bacu                | Azerbaijão           |
| Steel Aréna                                   | 10,000     | 2006                | Cassóvia            | Eslováquia           |
| d'Coque                                       | 10,000     | 1982/2002           | Luxemburgo          | Luxemburgo           |
| Sala Polivalentă din Cluj-Napoca              | 10,000     | 2014                | Cluj-Napoca         | Roménia              |